# Arbeitszeitwerte (Kfz-Gewerbe)
Arbeitszeitwerte, auch Arbeitzeitwert, Richtzeit oder Arbeitswert (AW) genannt, sind Vorgabezeiten der Automarken für Wartungs- und Reparaturarbeiten an ihren Kfz. Sie sind in der Regel den Ersatzteilen oder Servicearbeiten zugeordnet. Sie können den Werkstätten als Grundlage für interne Lohnabrechnungen und zur Kalkulation von Kostenvoranschlägen und Schadengutachten dienen. Die Realitätsnähe dieser Werte wird von Mitarbeitern häufig in Zweifel gezogen.

## Rechnungsstellung
Die dem Kunden in Rechnung gestellten Arbeitszeiten werden in der Regel als Vielfaches eines „AW“ ausgewiesen. Dabei haben AW aus Richtzeiten gegenüber den Kunden keine Relevanz, werden aber dennoch häufig als Nachweis für die Arbeitszeit und deren Kosten genutzt. In der Abrechnung darf jedoch nur die für den Kunden konkret erbrachte Leistung in Rechnung gestellt werden. Die Höhe der je Stunde in Rechnung gestellten Kosten ist die der Stundenverrechnungssätze (differenziert zum Beispiel nach Mechaniker-, Lackierer- und Elektriker-Stunden) der jeweiligen Werkstatt. Diese Vollkosten setzen sich zusammen aus den Lohnkosten für diese Mitarbeiter und denen der in Verwaltung und Lager Tätigen, den Abschreibungen und allgemeinen Betriebskosten sowie den Wagnis- und Gewinnzuschlägen.